# Červen 2022
Toto je archivovaný článek z portálu Aktuality.
1. června – středa
 Dánové odsouhlasili připojení k evropské obranné politice. 
 Při masové střelbě v nemocnici v Tulse byli zabiti čtyři lidé. 
2. června – čtvrtek
 Ve Velké Británii a Společenství národů začaly čtyřdenní oslavy Platinového výročí kralování Alžběty II. 
3. června – pátek
 EU v reakci na ruskou invazí na Ukrajinu přijala 6. balíček sankcí proti Rusku, který zahrnuje postupné embargo na dovoz ruské ropy či odstřižení největší ruské banky Sberbank od systému SWIFT. 
 K Mezinárodní vesmírné stanici se připojila ruská nákladní loď Progress MS-20. 
 Při vykolejení vlaku v bavorském Garmisch-Partenkirchenu zahynuli nejméně čtyři lidé. 
4. června – sobota
 Albánským prezidentem byl zvolen generálmajor Bajram Begaj. 
5. června – neděle
 Při útoku na katolický kostel v Nigérii byly zabity desítky věřících. 
6. června – pondělí
 Do Česka v rámci propagace výstavby vysokorychlostních tratí přijel z Francie vlak TGV. 
8. června – středa
 Němec arménského původu najel v Berlíně autem do davu, přičemž zemřela učitelka a bylo zraněno 9 lidí včetně dětí. 
 Prezident Miloš Zeman jmenoval Evu Zamrazilovou viceguvernérkou České národní banky a Karinu Kubelkovou a Jana Fraita členy bankovní rady. 
9. června – čtvrtek
 Premiér Petr Fiala se ve Vatikánu sešel s papežem Františkem. 
10. června – pátek
 Německá Spolková rada schválila úpravu ústavy, poskytující německé armádě zvláštní mimorozpočtový zbrojní fond nezávislý na aktuální vládě. 
 Pro dopravu byl otevřen most spojující Blagověščensk s Chej-che. 
13. června – pondělí
 Amnesty International zveřejnila zprávu dokumentující válečné zločiny spáchané ruskou armádou při útoku na Charkov. 
14. června – úterý
 Krajský soud v Bratislavě zamítl žalobu bývalého českého premiéra Babiše proti slovenskému Ústavu paměti národa na údajně neoprávněnou evidenci jako agenta StB. 
15. června – středa
 Policie obvinila 11 podezřelých (včetně pražského radního Petra Hlubučka) z korupce a účasti na organizované skupině v kauze pražského dopravního podniku. 
19. června – neděle
 Ve francouzských parlamentních volbách zvítězila vládnoucí koalice pod vedením Emanuela Macrona, nezískala však absolutní většinu mandátů. 
22. června – středa
 Při výbuchu v muničním skladu nedaleko Vladimiru zahynuli nejméně čtyři lidé. 
 Při zemětřesení o síle 5,9 stupně v afghánské provincii Paktíka zemřely stovky lidí. 
24. června – pátek
 Nejvyšší soud Spojených států zneplatnil precedenční rozsudky Roe vs. Wade a Planned Parenthood v. Casey, a tím zrušil právo na potrat. 
26. června – neděle
 V nočním klubu v East Londonu v Jihoafrické republice bylo nalezeno nejméně 22 mrtvých hostů. 
27. června – pondělí
 Nejméně 16 lidí bylo zabito při raketovém útoku na nákupní centrum v ukrajinském městě Kremenčuk. 
 V Bohumíně došlo ke kolizi jednotky 680.006 na spoji SC 516 s posunovým dílem, tvořeným lokomotivou řady 742, dopravce ČD Cargo. Strojvůdce Pendolina, který pravděpodobně nerespektoval návěst zakazující jízdu a vjel do postavené posunové cesty, při kolizi zahynul, čtyři zaměstnanci ČD Cargo byli zraněni. 
28. června – úterý
 V rámci programu Artemis odstartovala z Nového Zélandu raketa Electron, která má na oběžnou dráhu Měsíce umístit satelit Capstone. Ten má pomoci na oběžnou dráhu umístit i vesmírnou stanici Gateway. 
29. června – středa
 Ukrajina a Rusko si vyměnily 144 zajatců, včetně 95 obránců mariupolských oceláren Azovstal. 
 Prezident Miloš Zeman jmenoval nového ministra školství Vladimíra Balaše, člena STAN a ústavního právníka. 
 Vláda od července 2022 schválila výši životního minima na 4620 korun. 
 Francouzský soud odsoudil Salaha Abdeslama za organizaci teroristického útoku v roce 2015 k doživotnímu odnětí svobody. 
30. června – čtvrtek
 Po raketových útocích ukrajinské armády se ruská armáda stáhla z Hadího ostrova v Černém moři. 
 Evropská komise prodloužila bezplatný roaming v zemích Evropské unie a Evropského hospodářského prostoru do roku 2032. 